# Cozyptila
Cozyptila là một chi nhện trong họ Thomisidae.